# Киселёв, Андрей Петрович
Андре́й Петро́вич Киселёв (30 ноября (12 декабря) 1852, Мценск — 8 ноября 1940, Ленинград) — русский и советский педагог, «законодатель» школьной математики.
Наиболее известен благодаря написанному им учебнику «Элементарная геометрия».

## Биография
Родился в бедной мещанской семье. Он был последним ребёнком; в ревизских сказках Мценского уезда за 1858 год в составе семьи значатся: Петр Петрович Киселёв, 43 лет,
жена его Анна Николаевна, 40 лет,
и шестеро их детей; сыновья:
Николай — 20 лет,
Петр — 10 лет,
Андрей — 5 лет;
дочери:
Пелагея — 10 лет,
Мария — 8 с половиной лет
и Александра — 7 лет.
В Орловскую гимназию он был принят сразу во второй класс после окончания уездного училища в Мценске.
В 1871 году он окончил её с золотой медалью и поступил на физико-математический факультет Петербургского университета.
В университетские годы Киселёв слушал лекции П. Л. Чебышёва, профессоров А. Н. Коркина, Е. И. Золотарёва и О. И. Сомова.
В эти годы он вобрал в себя всё лучшее, что мог дать Петербургский университет — один из крупнейших в Европе.
Тогда же он сделал первые шаги в собственном математическом творчестве.
После окончания (1875) со степенью кандидата физико-математического факультета Петербургского университета по математическому разряду, работал (до июля 1891 года) преподавателем математики, механики и черчения в только что открывшемся Воронежском реальном училище. Затем, в течение года — в Курской мужской гимназии и, наконец, в Воронежском кадетском корпусе (1892—1901).
В 1901 году он вышел в отставку и стал заниматься главным образом литературной работой. Принимал активное участие в общественной жизни города Воронежа: 7 раз избирался в городскую думу, был гласным в 1887—1910 годах. Принимал участие в формировании Фонда им. А. Хованского, учрежденного в 1899 году; был одним из его жертвователей.

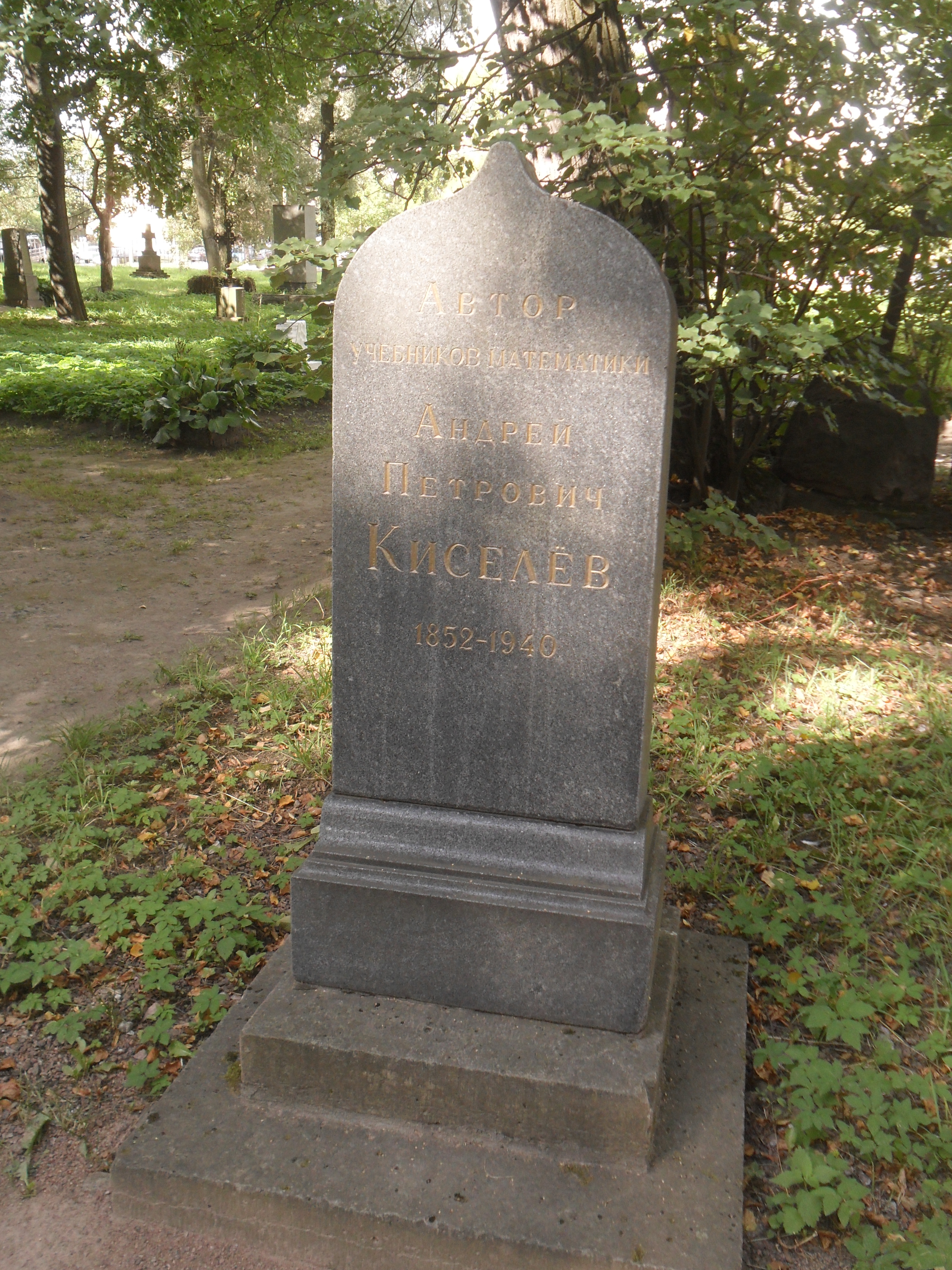
Могила Киселёва на Литераторских мостках в Санкт-Петербурге.

В 1901 году приобрёл у землевладельца Плясова усадьбу Отрадное (начало XIX века) в хуторе Литаева (ныне часть села Хреновое) на реке Усманке. При усадьбе была открыта школа.
В усадьбе Киселёв бывал до 1918 года, когда усадьбу национализировали и превратили в детский дом.
В 1918—1921 годах преподавал математику в Воронежском институте народного образования, педагогических курсах, высших командных курсах. С 1922 года жил и работал в Ленинграде где преподавал до 1925 года.
Похоронен в Петербурге на Волковом кладбище. Почётный гражданин города Мценска.

## Семья

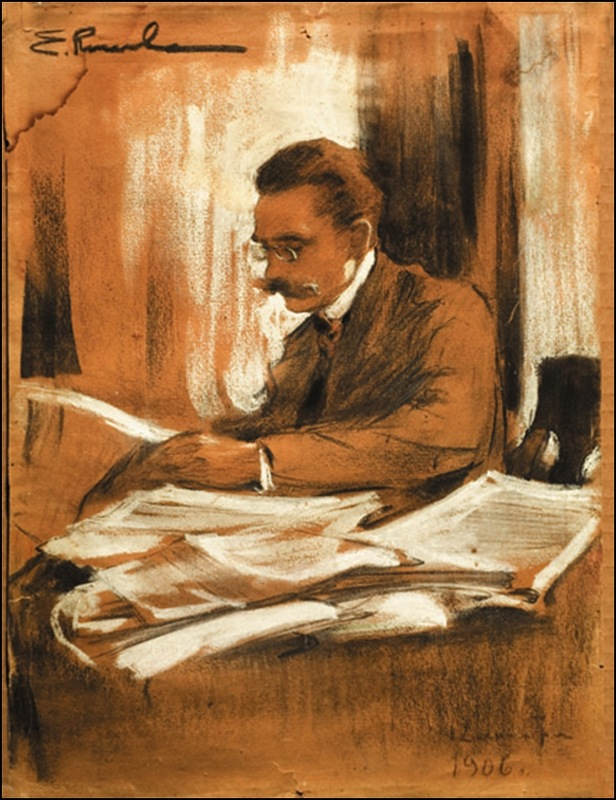
Портрет Андрея Петровича Киселёва работы его дочери Елены Андреевны Киселёвой.

В студенческие годы, в 1874 году, А. П. Киселёв женился на Марии Эдуардовне Шульц. У Киселёва было трое детей. В Воронеже жили на Садовой улице.
Сын Владимир окончил Петербургский университет и связал свою жизнь с флотом.
Средняя дочь (в замужестве Замятина) в 1907 году закончила в Петербурге женский медицинский институт. Старшая дочь Елена училась на Бестужевских курсах, готовясь получить диплом педагога-математика, но из-за болезни не окончила их. Продолжила образование в Петербургской академии художеств в мастерской И. Е. Репина и получила звание художника: была одной из любимейших учениц И. Е. Репина.
В Петербурге Киселёвы жили на Васильевском острове и на даче в Ольгино.

## Учебники
- «Систематический курс арифметики для средних учебных заведений» (1884)[18];
- «Элементарная алгебра» (1888)[19];
- «Элементарная геометрия» (1892—1893)[20];
- «Дополнительные статьи алгебры» — курс 7-го класса реальных училищ (1893);
- «Краткая арифметика для городских училищ» (1895);
- «Краткая алгебра для женских гимназий и духовных семинарий» (1896);
- «Элементарная физика для средних учебных заведений со многими упражнениями и задачами» (1902; выдержала 13 изданий)[12];
- «Физика» (две части) (1908);
- «Начала дифференциального и интегрального исчислений» (1908);
- «Начальное учение о производных для 7-го класса реальных училищ» (1911);
- «Графическое изображение некоторых функций, рассматриваемых в элементарной алгебре» (1911);
- «О таких вопросах элементарной геометрии, которые решаются обыкновенно с помощью пределов» (1916);
- «Краткая арифметика для высших начальных училищ» (1917);
- «Краткая арифметика для городских уездных училищ» (1918);
- «Иррациональные числа, рассматриваемые как бесконечные непериодические дроби» (1923);
- «Элементы алгебры и анализа» (чч. 1—2, 1930—1931).
- «Алгебра». Части I—II (2005—2006)

В 1938 году Андрей Петрович Киселёв сказал:

«Я счастлив, что дожил до дней, когда математика стала достоянием широчайших масс. Разве можно сравнить мизерные тиражи дореволюционного времени с нынешними. Да и не удивительно. Ведь сейчас учится вся страна. Я рад, что и на старости лет могу быть полезным своей великой Родине» — Моргулис А. и Тростников В. «Законодатель школьной математики» // «Наука и жизнь» с.122

### Отзывы об учебниках
Академик РАО Ю. М. Колягин, доктор педагогических наук, профессор:

Имя Андрея Петровича Киселёва вызывает у учителей старшего поколения чувства, близкие к ностальгии: тоску о старом добром времени, о делах давно минувших лет, о своих успехах и неудачах на ниве просвещения. Учителя вспоминают то время, когда в школе действовал один учебник математики, действовал долго, и потому они имели возможность изучить все его достоинства и недостатки. Даже из тех, кто знает учебники А. П. Киселёва не понаслышке, немногие осведомлены о том, что его учебные книги охватывали практически все школьные математические дисциплины: арифметику, алгебру, геометрию, начала анализа. Андрей Петрович был не только талантливым учителем, автором учебников, но и блестящим лектором

Л. Н. Аверьянова, заместитель директора Государственной научной педагогической библиотеки имени К. Д. Ушинского:

А. П. Киселёв — это эпоха в педагогике и преподавании математики в средней школе. Его учебники математики установили рекорд долговечности, оставаясь свыше 60 лет самыми стабильными учебниками в отечественной школе, и на многие десятилетия определили уровень математической подготовки нескольких поколений граждан нашей страны

Академик В. И. Арнольд:

Я бы вернулся к Киселёву.

## Статьи

Бюст А. П. Киселёва у здания бывшей мужской гимназии г. Орла

- Киселёв, А. К парадоксу, заимствованному г. Видеманом из учебника г. Аменицкого // В.О.Ф.Э.М.. — 1913. — № 578. — С. 48—49.
- Киселёв, А. Некоторые замечания к статье прив.-доц. В. Кагана "Арифметическое и алгебраическое деление" // В.О.Ф.Э.М.. — 1914. — № 602. — С. 36—38.
- Киселёв, А. О тех вопросах элементарной геометрии, которые обыкновенно решаются с помощью пределов // В.О.Ф.Э.М.. — 1916. — № 649. — С. 2—17.
- Киселёв, А. Периодические десятичные дроби в курсе низших и средних учебных заведений // В.О.Ф.Э.М.. — 1903. — № 346. — С. 223—228.
- Киселёв, А. Периодические десятичные дроби в курсе низших и средних учебных заведений // В.О.Ф.Э.М.. — 1903. — № 347. — С. 241—249.
- Киселёв, А. По поводу статьи прив.-доц. С. О. Шатуновского "К учению о радикалах" // В.О.Ф.Э.М.. — 1914. — № 605—606. — С. 166.
- Киселёв, А. Предел погрешности, совершаемой при вычислениях помощью пятизначных логарифмов // В.О.Ф.Э.М.. — 1903. — № 341. — С. 101—109.

## Признание и память
- В Орле одна из улиц получила имя А. П. Киселёва.
- Около здания бывшей мужской гимназии установлен его бюст (пер. Воскресенский, д. 5; ныне здесь располагается исторический факультет Орловского государственного университета[24]).
- Во Мценске родная школа Киселёва (ныне — № 3) носит его имя.
- В Воронеже имя Киселёва носит одна из улиц (в Придонском)[7][8] и лицей (ВУВК им. А. П. Киселёва).
- На здании бывшего реального училища (Студенческая ул., 36) в 2002 году открыта мемориальная доска, посвящённая Киселёву[8].
- В селе Хреновое именем педагога названа улица на которой располагалась его усадьба.
- Конференция, посвященная 150 летию А. П. Киселёва прошла в Воронежском университете, где А. П. Киселёв долгие годы работал.
- 18 марта 2003 года в честь А. П. Киселёва назван астероид 8477 Andrejkiselev, открытый в 1986 году астрономом Л. В. Журавлёвой.

За свою педагогическую деятельность Киселёв был удостоен орденов
- Святой Анны 3-й степени (1894),
- Святого Станислава 2-й степени (1896),
- Орден Святой Анны 2-й степени (1899),
- орденом Трудового Красного Знамени (1934)[25].